# Shirasu-Daichi

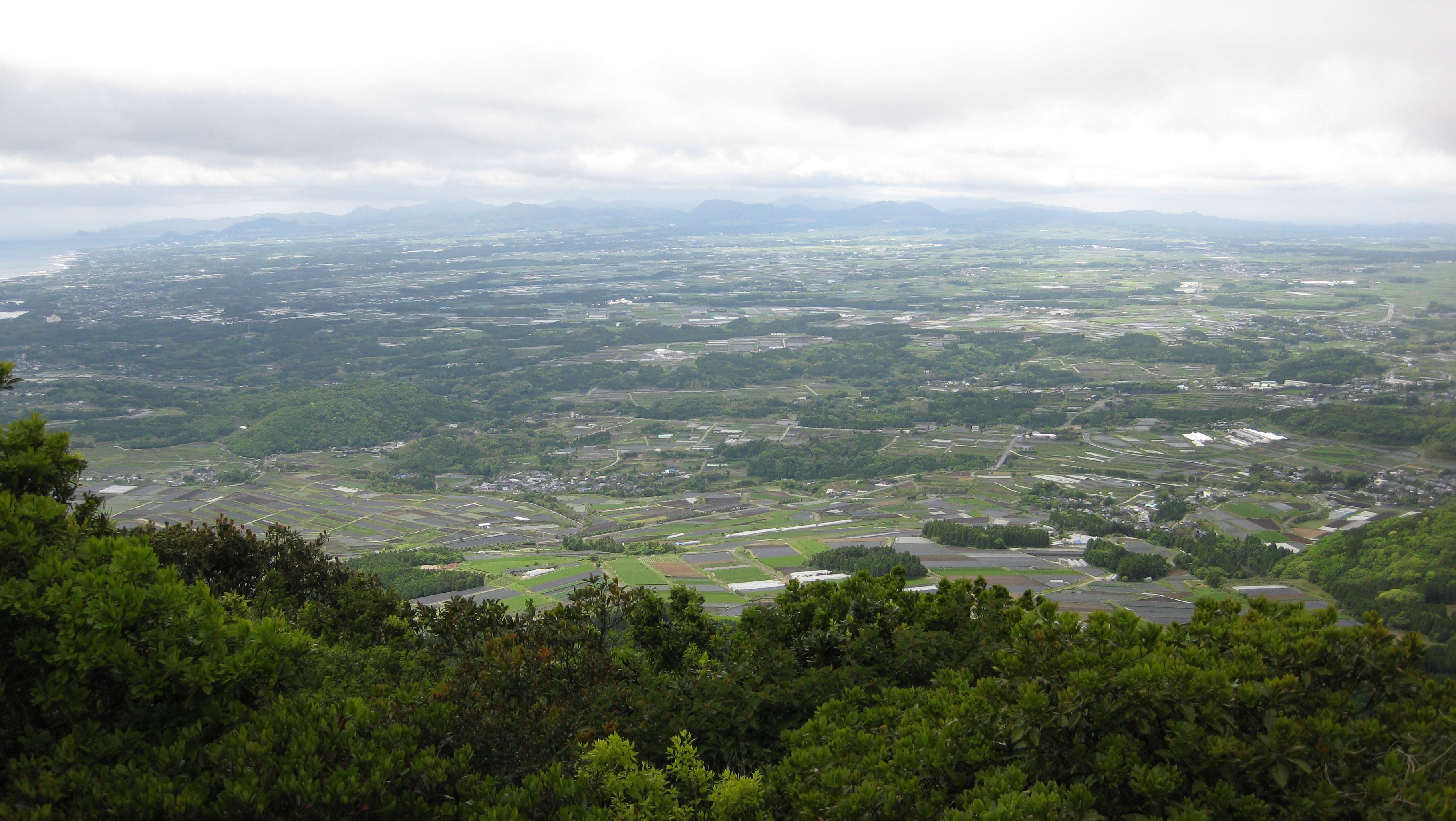
Plateau de Nansatsu

Le Shirasu-Daichi (シラス台地) est un vaste plateau volcanique (en) situé au sud du Japon. Il couvre presque tout le sud de Kyūshū qui a été formé par une nuée ardente.